# Francesco Barozzi
Francesco Barozzi, in latino Franciscus Barocius (Candia, 9 agosto 1537 – Venezia, 23 novembre 1604), è stato un matematico italiano.

Stemma Barozzi

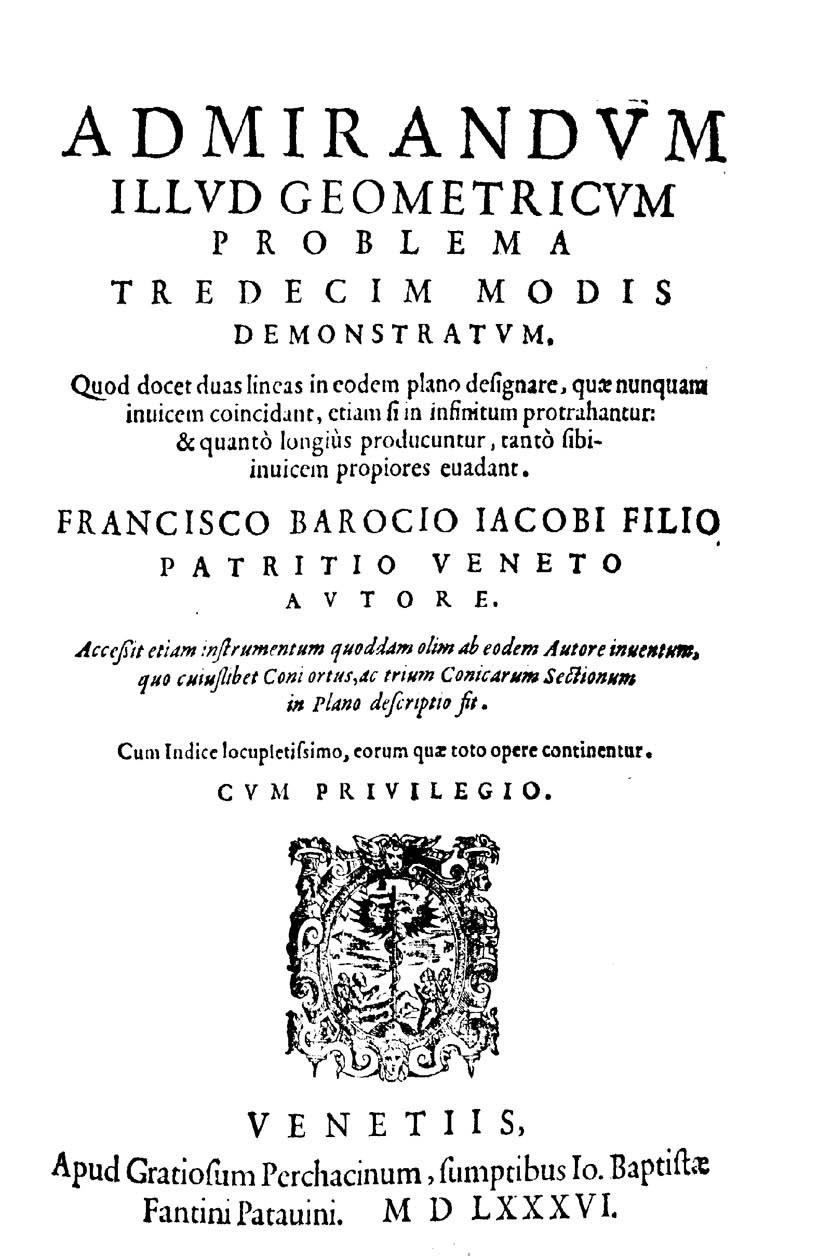
Admirandum illud geometricum problema tredecim modis demonstratum, 1586

Proveniva da una famiglia patrizia con importanti possedimenti a Creta, e dopo gli studi all'Università di Padova visse a Venezia, con frequenti viaggi nei suoi possedimenti. Si occupò attivamente di studi eterogeni in corrispondenza dei matematici contemporanei tipici dell'umanesimo che contribuirono alla rivoluzione scientifica.

## Studi di matematica e geometria
Si formò e insegnò le scienze matematiche nella stessa Università di Padova.
Capofila negli studi che consentirono la rinascita della geometria sulla base della conoscenza delle opere di Euclide. Collaborò insieme a Federico Commandino.
Tradusse dal greco in latino il "Procli Diadochi Lycii in primum Euclidis elementorum librum commentariorum ad universam mathematicam disciplinam principium eruditionis tradentium libri IV", un "Commentario a Euclide" del filosofo neoplatonico Proclo Diadoco (V secolo d.C.), pubblicato a Venezia nel 1560 (l'anno precedente aveva tenuto delle lezioni sull'opera all'Università di Padova). Il libro suscitò vivaci discussioni sulla certezza delle dimostrazioni matematiche, e sul loro rapporto con la logica aristotelica.  A Daniele Barbaro dedicò il suo "Opusculum: in quo una Oratio et due Questiones, altera de Certitude et altera de Medietate Mathematicarum continentur" ("Opuscolo in cui si tratta un Discorso e due Questioni, una sulla Certezza e l'altra sulla Medietà delle Matematiche"). Tradusse inoltre opere di Erone di Alessandria (I secolo d.C.), di Pappo di Alessandria (IV secolo d.C.) e di Archimede di Siracusa (III secolo a.C.).
Scrisse inoltre una "Cosmographia in quatuor libros distributa summo ordine, miraque facilitate, ac brevitate ad magnam Ptolemaei mathematicam constructionem, ad universamque astrologiam institutens", pubblicata nel 1585, sulla cosmografia e la matematica del sistema tolemaico, ed una "Admirandum illud geometricum problema tredecim modis demonstratum quod docet duas lineas in eodem plano designare, quae nunquam invicem coincidant, etiam si in infinitum protrahantur: et quanto longius producuntur, tanto sibiinuicem propiores euadant", del 1586, in cui si descrivono i 13 modi per disegnare due rette parallele.

## Epistemologia e Astronomia
Affrontò uno studio approfondito sulla epistemologia, sulle dimostrazioni matematiche ed il grado di certezza da attribuire applicando il principio della teoria aristotelica.
Inserì la gnomonica tra le discipline che compongono l'astronomia; il suo intento fu quello di salvaguardare l'autonomia dell ' astronomia.

## Antiquaria ed esoterismo
Si occupò anche di antiquaria, copiando iscrizioni greche di Creta. La sua collezione di manoscritti greci (ereditata e ingrandita dal nipote Iacopo Barozzi, e portata quindi dopo la sua morte in Inghilterra) fu acquistata nel 1629 dall'Università di Oxford, dove tuttora si trova presso la Bodleian Library.
Secondo lo scrittore greco Nikolaos Panagiotakis, fu l'unico dei nobili veneziani che contribuì al rinascimento cretese mettendo a contatto Creta con le correnti spirituali dell'Europa.
Ebbe inoltre fama di mago e si occupò di esoterismo, con il "Pronostico Universale di tutto il mondo", una compilazione delle profezie di Nostradamus per gli anni 1565-1570, pubblicato a Bologna nel 1566, che utilizzava traduzioni precedenti. Pubblicò inoltre nel 1577 una speciale edizione degli Oracula Leonis, profezie criptiche attribuite all'imperatore bizantino Leone VI, dedicata al governatore di Creta Giacomo Foscarini ("Codice Bute").
Nel 1572 pubblicò un manuale sulla ritmomachia cioè una battaglia di consonanze di numeri, un gioco medioevale legato alle arti del quadrivium, che viene ritenuto antiquissimo givocco pythagoreo.
Fu processato dall'Inquisizione una prima volta nel 1583 e una seconda nel 1587: trovato colpevole di aver causato una tempesta a Creta, dovette pagare una multa di 100 ducati.

## Opere
- (LA) Francesco Barozzi, Admirandum illud geometricum problema tredecim modis demonstratum, Venetiis, apud Gratiosum Perchacinum, sumptibus Io. Baptistae Fantini Patauini, 1586. URL consultato il 30 maggio 2015.
- (LA) Francesco Barozzi, Opusculum, in quo vna oratio, et duae quaestiones: altera de certitudine, et altera de medietate mathematicarum continentur, Patavii, E.G.P., 1560. URL consultato il 30 maggio 2015.
- (LA) Francesco Barozzi, Cosmographia in quatuor libros distributa, Venetijs, Gratiosus Perchacinus excudebat, 1598. URL consultato il 30 maggio 2015.

## Onorificenze
A Francesco Barozzi è stato dedicato il cratere lunare Barocius, di 82 km di diametro.